# Органически устав на Крит
Органическият устав на Крит е закон, с който се регламентира управлението на Критския вилает в рамките на Османската империя през 1868 година.
Служи за модел на неосъществените проекти за ограничена автономия на други части от балканските владения на империята и, в частност, на Македония.
Издаден в разгара на масовото въстание на християните на острова, ферманът от януари 1868, станал известен като Органически устав на Крит, потвърждава и разширява обещанията за реформи от предходните години: включване на християните във всички нива на управлението и съдопроизводството; равнопоставеност на турския и гръцкия език в служебните отношения; създаване на местна банка; избори за законодателен орган с компетенции, ограничени до делата на вилаета без бюджетните въпроси. Освен изборност на местната власт (без висшите административни управители, назначавани от султана) и смесени съдилища, за успокояването на въстаналия остров се въвеждат данъчни и аграрни реформи (премахване на данъка за откуп от военна служба, нов кадастър на земите за осъразмеряване на задълженията според възможностите на данъкоплатците и други).
Ефектът от тези мерки е временен. Ограничените правомощия на парламента и натискът при изборите, който снижава представителството на християнското мнозинство в полза на мюсюлманите, предизвикват нови вълнения по време на Източната криза от 1876 – 78 година. Берлинският договор (член 23) запазва Крит като турска провинция, но задължава султана да приложи Органическия устав, „като направи въ него изменения, които биха се намерили за справедливи“. Тези изменения са обявени през октомври 1878 година. С тях се гарантира християнско мнозинство в общото събрание, създава се обща жандармерия от християни и мюсюлмани и се установява петгодишен мандат на генералните губернатори на острова.